# Comephoronema macrochiri
Comephoronema macrochiri is een rondwormensoort uit de familie van de Cystidicolidae. De wetenschappelijke naam van de soort is voor het eerst geldig gepubliceerd in 2007 door Moravec & Klimpel.